# 兴安东省
兴安东省，是满洲国曾经设立的一个省，地域相当于今呼伦贝尔市与兴安盟的大兴安岭东麓。西北以大兴安岭为界，与兴安北省为邻；东南部以嫩江为界，与龙江省接壤；南以金界壕（金长城，成吉思汗边墙）为界，同兴安南省连接；北以小兴安岭为界，与黑河省接壤。

## 概况
面积106,728平方公里。全省总人口为136 225人。全省总人口中，满汉人为109353人，占80.2%，蒙古族为20712人，占15.2%，日本内地人为2377人，占1.75%，日本籍朝鲜人为1304人，占0.96%人。
省公署设：
- 办公厅
- 总务厅
  - 庶务科
  - 地方科
  - 会计科
- 民政厅
  - 开拓科
  - 民生科
  - 保健科
  - 劝业科
  - 土木科
- 警务厅
  - 警务科、
  - 特务科
  - 督察科
  - 指纹管理室

## 历史
1932年3月30日，满洲国对行政区划进行了重大调整，设立兴安总省，其中设置了兴安东分省，额勒春任分省长。撤销了雅鲁县、索伦县、布西设治局。1932年秋，在齐齐哈尔设立兴安东分省公署临时办公处；1933年1月17日迁至扎兰屯设立兴安东分省公署。 
1934年12月1日，满洲国把兴安东分省、兴安西分省分省、兴安南分省、兴安北分省升格为4个省。兴安东省下辖五旗一街：
- 布特哈旗：1932年6月27日，撤销雅鲁县建制，分设为布特哈左翼旗（驻地今扎兰屯，旗长索宝）、布特哈右翼旗（驻地今博克图，旗长额尔登）。1933年5月12日，布特哈左翼、右翼两旗合并为布特哈旗，旗公署设在今扎兰屯。旗长额尔登（金耀洲），继任志达图、苍吉扎布。面积19503平方公里。总人口52319人
- 阿荣旗：1933年3月，析布西设治局五区、雅鲁县三区和甘南县境金界壕外育和屯一部分置阿荣旗，旗公署驻红花梁子（今属那吉镇）。隶属兴安东分省。后旗公署迁至那吉屯。面积12533平方公里。总人口30166人
- 莫力达瓦旗：1933年3月，撤销布西设治局，以额敏河流域设治莫力达瓦旗。旗公署驻布西。面积15934平方公里。总人口25971人
- 喜扎嘎尔旗：索伦县改称。面积12085平方公里。总人口12803人
- 巴彦旗：1933年3月，撤销布西设治局，额敏河（不含）以北设置巴彦旗。旗公署驻额尔和。1949年4月，巴彦旗并入莫力达瓦旗。面积46664平方公里。总人口9966人。
- 扎兰屯街。

1941年3月博彦满都接任省长。
1943年10月，满洲国撤消兴安东省，改设兴安东地区。隶属于兴安总省。
1945年日本投降后，兴安东地区改设纳文慕仁盟与兴安盟。隶属于兴安省。

## 纪念
伪兴安东省历史陈列馆，位于扎兰屯市。初为1925年建设的中东铁路避暑旅馆。